# Me Against the World
A Me Against the World Tupac Shakur harmadik stúdiólemeze. Az album megjelenésekor 2Pac börtönben ült. A számok listázása megváltozott a kiadás előtt, hisz 2Pac olyan számokat is felvett az albumra, melyet csak halála után, vagy a mai napig nem adtak ki (pl.: Hellrazor), valamint szinte az összes számon hajtottak végre változtatásokat, ebből következően alig néhány számot adtak ki teljesen eredeti formájában. Az album mellé négy kislemez jelent meg (Dear Mama, So Many Tears, Me Against the World és Temptations), amelyből háromhoz videóklipet is forgattak (annak ellenére, hogy Shakur börtönben ült). Ezen kívül az album címadó dala a Bad Boys – Mire jók a rosszfiúk? című film egyik betétdala lett.
Az album a Billboard 200 élére került, ezzel Shakur az első olyan előadó lett, akinek listavezető albuma volt a Billboard 200-on, miközben börtönben ült. A lemez Shakur a kritikusok által egyik leginkább elfogadott albuma, többen karrierje magnum opusának és az egyik legfontosabb hiphop-albumnak tartják. Szerepel az 1001 lemez, amit hallanod kell, mielőtt meghalsz című könyvben.

## Az album dalai
|     | Cím                                            | Hossz |
| --- | ---------------------------------------------- | ----- |
| 1.  | Intro                                          | 1:45  |
| 2.  | If I Die 2Nite                                 | 3:56  |
| 3.  | Me Against the World (közreműködik Dramacydal) | 4:41  |
| 4.  | So Many Tears                                  | 3:59  |
| 5.  | Temptations                                    | 5:00  |
| 6.  | Young Niggaz                                   | 4:53  |
| 7.  | Heavy in the Game (közreműködik Richie Rich)   | 4:23  |
| 8.  | Lord Knows                                     | 4:31  |
| 9.  | Dear Mama                                      | 4:39  |
| 10. | It Ain't Easy                                  | 4:54  |
| 11. | Can U Get Away                                 | 5:45  |
| 12. | Old School                                     | 4:40  |
| 13. | Fuck the World                                 | 4:13  |
| 14. | Death Around the Corner                        | 4:07  |
| 15. | Outlaw (közreműködik Dramacydal)               | 4:33  |

## Közreműködők
- Művészeti vezető: Eric Altenburger
- Koproducer: DF Master Tee, Ezi Cut, Jay-B, Moses, Jill Rose
- Designer: Eric Altenburger
- Hangmérnök: Paul Arnold, Kevin "KD" Davis, Jay Lean, Eric Lynch, Bob Morris, Tim Nitz, Tony Pizarro, Mike Schlesinger
- Gitár: Ronnie Vann
- Keverés: Paul Arnold, Kevin "KD" Davis, Jeff Griffin, Jay Lean, Tony Pizarro, SoulShock
- Előadók: Dramacydal, Richie Rich
- Producer: Easy Mo Bee, Sam Bostic, D-Flizno Production Squad, Brian G, Shock G, Johnny "J", Karlin, Mike Mosley, Tony Pizarro, SoulShock, Le-morrious "Funky Drummer" Tyler, Moe Z.M.D.
- Ének: Tupac Shakur, Kim Armstrong, Eboni Foster, Reggie Green, Puff Johnson, Jill Rose, Richard Serrell, Natasha Walker